# 국도 제106호선 (인도)
국도 제106호선(NH 106, National Highway 106)은 메갈라야주의 실롱과 농스토인을 사이에 이어주는 인도의 일반 국도로, 총 연장은 82 km이다. 또한 아시안 하이웨이 1호선()과 아시안 하이웨이 2호선()의 각 일부로 구성되어 있는 도로망이기도 하다.